# 丁先皇街

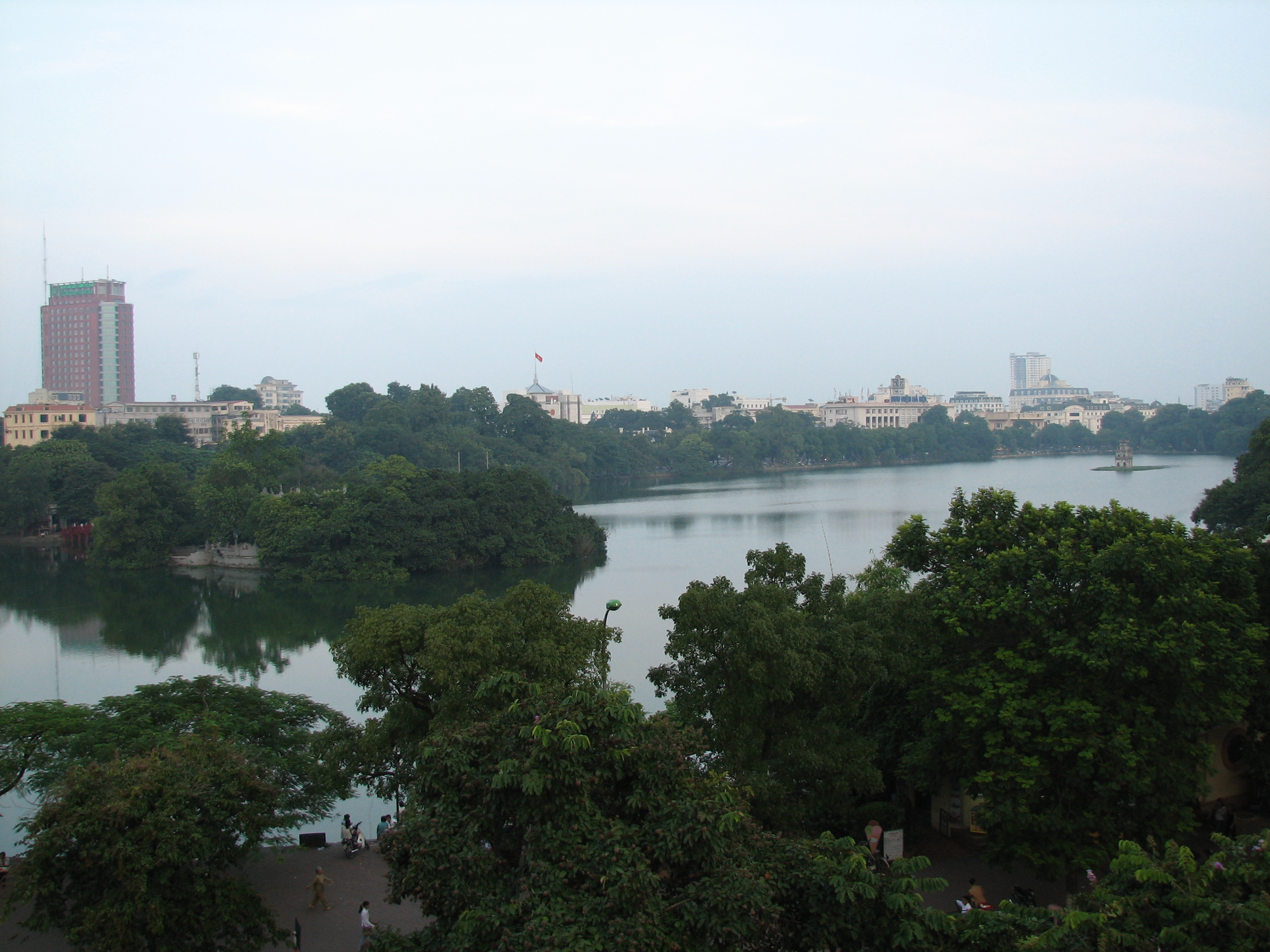
还剑湖全景

丁先皇街（越南语：Phố Đinh Tiên Hoàng）是越南首都河内最美丽的街道之一，位于还剑郡还剑湖东北侧。南起钱场街口，经过邮政总局、巴侨寺（đền Bà Kiệu）、玉山祠，长900米。

## 历史
法国殖民时期，这条街从钱场街到巴侨寺称为湖街（法语：Rue du Lac）。解放后为纪念在10世纪统一越南的英雄丁先皇改为现名。

## 旅游
丁先皇街一侧有栖旭桥，通往湖中的玉山祠，龟塔、花园. 一侧是办公室、皮货店、杂货店。

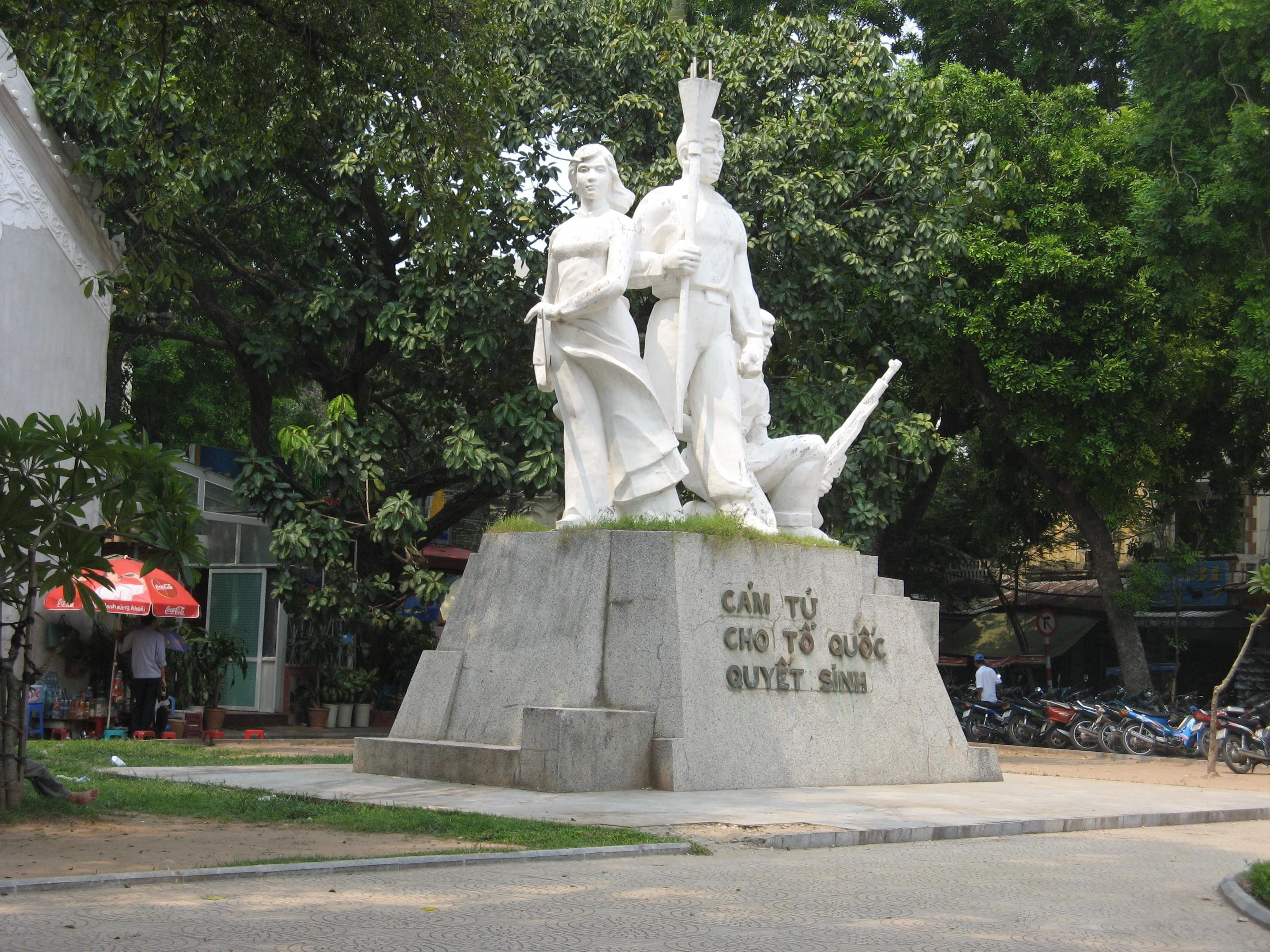
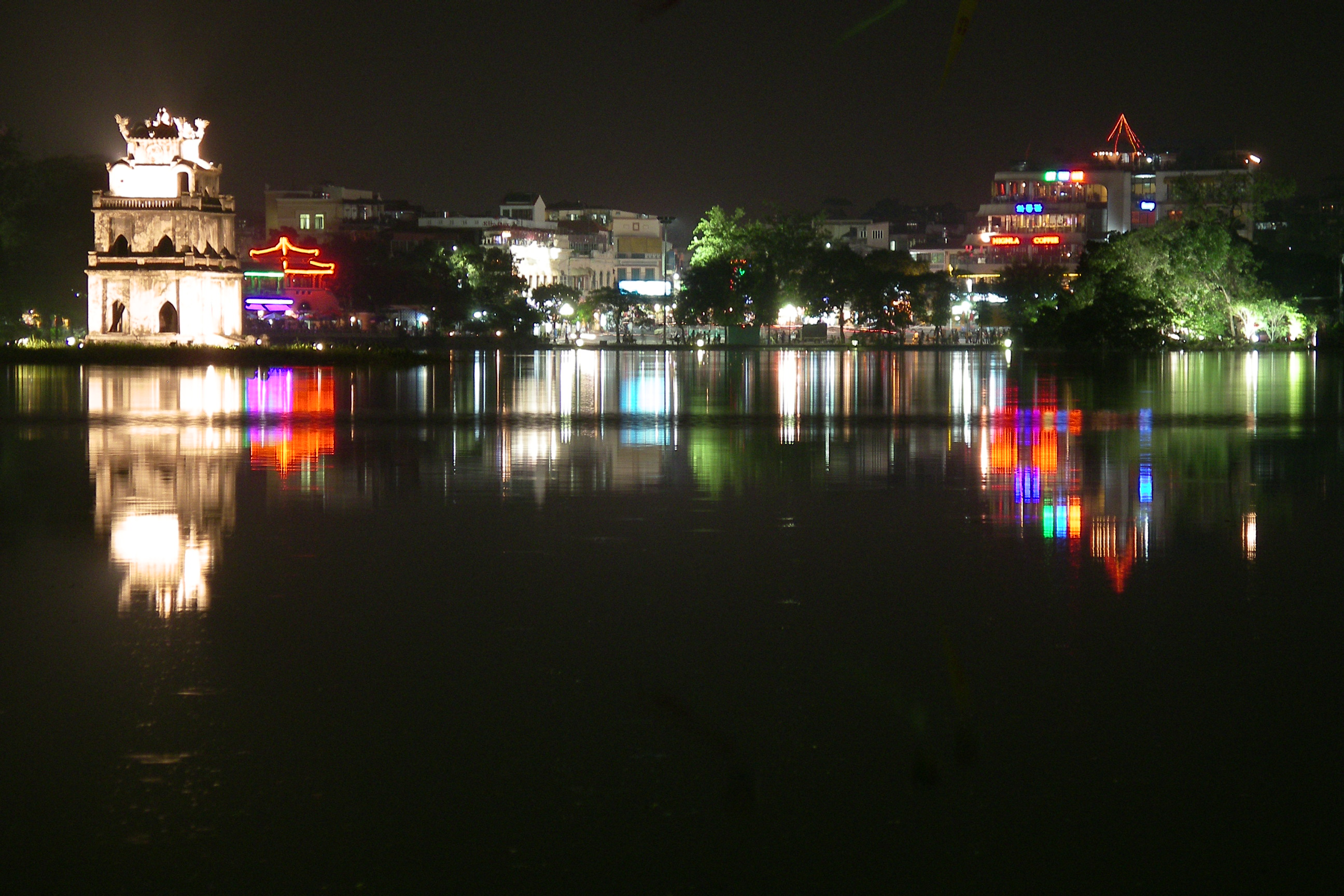